# Вишевце
Вишевце или Вишевци (на сръбски: Вишевце или Viševce) е село в Югоизточна Сърбия, Пчински окръг, Град Враня, община Враня.

## География
Селото се намира в планински район. Разположено е на западния склон на рида Мотина, от лявата страна на Барбарушинската река и при изворите на Вишевската река. По своя план е пръснат тип селище съставено от махали. Отстои на 22,8 км югоизточно от общинския и окръжен център Враня, на 5,5 км южно от село Барбарушинце, на 3 км югозападно от село Барелич и на североизток от село Сурдул.

## История
Първоначално Вишевце е купно село, разположено при днешната махала Село, от лявата стана на Барбарушинската река. Впоследствие част от жителите му са установяват в имотите си извън селото и постепенно се оформят отделни махали. Към 1903 г. селото е съставено от десет махали – Заградено, Присое, Фрулачка, Язвине, Меджачка, Селишка, Клечипас, Гарван, Станимировска и Село и има 55 къщи.
По време на Първата световна война селото е във военновременните граници на Царство България, като административно е част от Вранска околия на Врански окръг.

## Население
Според преброяването на населението от 2011 г. селото има 56 жители.

### Етнически състав
Данните за етническия състав на населението са от преброяването през 2002 г.
- сърби – 89 жители (96,73%)
- цигани – 3 жители (3,26%)